# Episodi di Duetto (seconda stagione)
La seconda stagione della serie televisiva Duetto è stata trasmessa in anteprima negli Stati Uniti d'America dalla Fox tra il 26 settembre 1987 e il 10 luglio 1988.
| nº | Titolo originale                       | Titolo italiano | Prima TV USA      | Prima TV Italia |
| -- | -------------------------------------- | --------------- | ----------------- | --------------- |
| 1  | Apart                                  |                 | 26 settembre 1987 |                 |
| 2  | You're Nobody 'Til Somebody Leaves You |                 | 3 ottobre 1987    |                 |
| 3  | The Cower of Love                      |                 | 10 ottobre 1987   |                 |
| 4  | Lots of Things Happen                  |                 | 17 ottobre 1987   |                 |
| 5  | Strange Bedfellows                     |                 | 25 ottobre 1987   |                 |
| 6  | Satin Doll                             |                 | 1º novembre 1987  |                 |
| 7  | Jane's Getting Serious                 |                 | 8 novembre 1987   |                 |
| 8  | I Never Played for My Father (Part 1)  |                 | 15 novembre 1987  |                 |
| 9  | I Never Played for My Father (Part 2)  |                 | 22 novembre 1987  |                 |
| 10 | Born, Bred and Buttered in Brooklyn    |                 | 29 novembre 1987  |                 |
| 11 | Fatal Distraction                      |                 | 13 dicembre 1987  |                 |
| 12 | A Hero Is Just a Sandwich              |                 | 17 gennaio 1988   |                 |
| 13 | The Package                            |                 | 24 gennaio 1988   |                 |
| 14 | Baby Talk                              |                 | 7 febbraio 1988   |                 |
| 15 | Funny Valentine                        |                 | 14 febbraio 1988  |                 |
| 16 | The Candidate                          |                 | 21 febbraio 1988  |                 |
| 17 | Special Delivery                       |                 | 28 febbraio 1988  |                 |
| 18 | Oh My God, I Left the Baby on the Bus  |                 | 6 marzo 1988      |                 |
| 19 | Mommy and Me                           |                 | 13 marzo 1988     |                 |
| 20 | Lady on a Grate                        |                 | 20 marzo 1988     |                 |
| 21 | Good Intentions                        |                 | 1º maggio 1988    |                 |
| 22 | No Reservations                        |                 | 10 luglio 1988    |                 |